# Le Perche (hebdomadaire)
Pour les articles homonymes, voir Le Perche.
 (mai 2019).
Le Perche est un journal local de la presse écrite française qui parait une fois par semaine, le mercredi.
Il traite l'information à un niveau local, et couvre la région correspondant approximativement à l'ancien comté du Perche :
- le sud-est de l'Orne : région de Mortagne-au-Perche et de Bellême ;
- le nord-Sarthe : région de Mamers ;
- l'ouest de l'Eure-et-Loir :  région de Nogent-le-Rotrou.

## Histoire
Le Perche est fondé en 1883 par Gilbert Bravy et Émile Bigot, ouvriers typographes et militants républicains.
Le journaliste Albert Danguy (Notre-Dame-du-Touchet, 1869 - 1925) reprend le titre en 1897 en lui conservant une ligne éditoriale républicaine de gauche. Son sous égide, la diffusion du journal passe de 1 000 à 5 000 exemplaires à la veille de la Première Guerre mondiale. Il meurt en 1925, laissant l'entreprise à son fils, Raymond.
Le Perche paraît sous l'occupation, mais n'est pas touché par l'ordonnance de 1944 en prouvant ne par avoir collaboré avec les Allemands. Ainsi, Raymond Danguy a-t-il échappé à la déportation de peu, puisque arrêté par la Gestapo en avril 1944 faute d'avoir obéi à la Propagandastafel, puis emprisonné quatre mois à Alençon puis à Compiègne, le train qui le conduit vers un camp est arrêté à Péronne par les bombardements alliés.
Le Perche libéré est donc redonné à ses propriétaires, et le fils, Yves Danguy, en prend les commandes en 1985. Face aux développements des nouvelles méthodes d'imprimerie, le journal sous-traite dans les années 1980 son impression. Affaibli par des pertes, le journal est cédé en 1992 par les Danguy au Groupe Sipa - Ouest-France qui l'intègre dans sa filiale Publihebdos.
À la suite de ce rachat, la diffusion augmente, passant de 11 650 exemplaires en 1988 à près de 13 500 en 1998.
Après avoir ouvert un bureau à Nogent en 1997, le titre propose à partir de septembre 1999, deux éditions, l'une pour Mortagne/Mamers, l'autre pour Nogent-le-Rotrou/La Ferté-Bernard. À cette époque, le journal emploie quinze salariés (cinq journalistes, deux commerciaux, trois administratifs et cinq personnes chargées de la composition et de la saisie) et s'appuie sur une vingtaine de correspondants.

## La diffusion
La diffusion moyenne de l'hebdomadaire  Le Perche s'établit officiellement comme suit, selon l'OJD :
| Année     | 2007   | 2008   | 2009   | 2010   | 2011   | 2012   |
| --------- | ------ | ------ | ------ | ------ | ------ | ------ |
| Diffusion | 12 133 | 12 204 | 11 923 | 11 621 | 11 482 | 11 158 |